# كارلتون جاي إتش هايز
كارلتون جاي إتش هايز (بالإنجليزية: Carlton J. H. Hayes)‏ هو دبلوماسي ومؤلف ومؤرخ أمريكي، ولد في 16 مايو 1882 في أفتون في الولايات المتحدة، وتوفي في 2 سبتمبر 1964 في Sidney, New York ‏ في الولايات المتحدة.